# Mary Surratt
Pour les articles homonymes, voir Surratt.
Mary Elizabeth Eugenia Jenkins Surratt, née en mai ou juin 1823 à Waterloo, (Maryland) – exécutée le 7 juillet 1865 à Washington, D.C.,, est une tenancière de taverne et de pension américaine, impliquée dans la  conspiration, menée par John Wilkes Booth, qui déboucha sur l'assassinat du président Abraham Lincoln, le 14 avril 1865. Arrêtée, jugée et condamnée à mort, elle fait partie des quatre inculpés pendus après le procès des conspirateurs. Elle est la première femme exécutée par le gouvernement fédéral. Elle est la mère de John Surratt.
L'importance de la participation de la famille Surrat dans les activités clandestines des confédérés ne pourra jamais être connue, mais il est certain (et les preuves en ont été apportées au procès de Mary Surratt) que la taverne de la famille, louée à John M. Lloyd, a servi de cache d'armes et d'argent pour les agents confédérés.

## Jeunesse
Mary est la fille d'Archibald Jenkins (qui meurt alors qu'elle n'est âgée que de deux ans) et d'Elizabeth Anne Jenkins. Elle a deux frères.
Mary Surratt est éduquée dans un internat catholique, l'Academy for Young Ladies d'Alexandria en Virginie.
En 1839, âgée de seize ans, elle épouse John Harrison Surratt, un fermier catholique de onze ans son aîné. Les ancêtres de John, sans doute français ou espagnols, se sont installés dans le Maryland au XVIIIe siècle. Le couple vit à Surrattsville. Ils ont trois enfants, Isaac (né en 1841), Elizabeth Susanna (1843) et John Jr. (1844).
Les Surratt essayèrent par de nombreux moyens d'assurer leur subsistance au cours des deux décennies suivantes. Ils cultivèrent du tabac sur 287 acres (1,16 km2) de terres achetées en 1852 en complétant leur revenu par l'exploitation d'un magasin général, d'un moulin, d'une taverne et d'un bureau de poste. Ils sont néanmoins toujours en proie à des soucis financiers, problèmes exacerbés par l'alcoolisme de John Surratt,. Un biographe suggère que John Surratt a abusé physiquement et émotionnellement de sa femme et ce qui est moins crédible, et repose sur les déclarations de partisans de Mary et non sur de solides éléments de preuve, il se pourrait qu'il l'ait poussée à se prostituer pour les clients dans leur taverne.
Après le déclenchement de la guerre civile américaine, bien que l'État du Maryland ait été officiellement Unioniste, les Surratts étaient des sympathisants des Confédérés comme beaucoup d'autres agriculteurs propriétaires d'esclaves. Leur taverne en accueillait régulièrement, dont l'acteur John Wilkes Booth et leur bureau de poste avait une double fonction, bureau de poste des Confédérés et des États-Unis.
John Surratt mourut subitement, sans doute d'une crise cardiaque en août 1862. Mary Surrat se retrouve alors en proie à des difficultés financières. Elle ne possède plus aucun esclave (qui soit se sont enfuis soit avaient déjà été revendus) et est obligée de louer la ferme familiale et la taverne à un ancien policier, John M. Lloyd. Elle s'installe alors avec ses enfants dans une petite maison de campagne sur H street à Washington, D.C..

## L'assassinat de Lincoln
Zadoc Jenkins, le frère aîné de Mary, fut arrêté par l'armée de l'Union pour avoir tenté d'empêcher un soldat yankee d'effectuer son devoir électoral lors de l'élection présidentielle américaine de 1864. John Surratt, le fils de Mary, fut quant à lui impliqué dans une tentative d'enlèvement du président Lincoln.
Après l'assassinat de Lincoln par John Wilkes Booth, celui-ci s'arrêta avec son complice David Herold à la taverne des Surrat où des armes lui sont remises par John M. Lloyd. Celui-ci déclarera que ces armes lui avaient été confiées plus tôt dans la journée par Mary Surrat. Booth et Herold filèrent ensuite vers le sud, aidés dans leur fuite par plusieurs sympathisants confédérés, qui avaient déjà apporté leur aide à John Surratt dans ses activités d'agent de renseignement des troupes confédérées.

## Arrestation et procès
Mary Surratt est arrêtée par la police le 18 avril 1865 à son domicile alors que se présentait chez elle Lewis Powell, auteur d'une tentative d'assassinat sur William H. Seward, le secrétaire d'état américain. En dépit de témoignages contraires, elle niera avoir jamais rencontré Powell auparavant.
Mise aux arrêts dans une prison militaire, les mains liées et la tête encapuchonnée afin notamment de prévenir tout suicide, elle est alors sous la surveillance constante de quatre soldats. Elle est ensuite enfermée dans les mêmes conditions dans une minuscule cellule sur un navire de guerre puis, durant son procès, dans la prison du vieil arsenal où le tribunal militaire a été réuni.
Âgée de 41 ans, Mary Surrat est la plus âgée des inculpés et la seule femme. L'auteur principal de l'assassinat, Booth, a été tué durant son arrestation. Il ne demeure plus que les présumés complices. La culpabilité de Surrat est incertaine et la presse évoque plus souvent celle de son fils en cavale. Certains journalistes émettent même l'hypothèse que l'arrestation et l'inculpation de Mary Surrat visent à faire sortir son fils de sa cachette ce qui ne se produira pas, car le fugitif s’est enfui au Canada. C'est principalement sur la base du témoignage de John M. Lloyd qu'elle est reconnue coupable de trahison, de conspiration et de complot pour meurtre le 30 juin 1865 par le tribunal militaire et condamnée à mort par pendaison. Plusieurs points restent cependant obscurs, notamment le fait que plusieurs pièces à décharge ont été soustraites au procès. Ainsi, le journal de Booth, supprimé des pièces par le gouvernement, laisse entendre que le complot ne visait qu'à enlever Lincoln et non à l'assassiner ce qui implique que Surrat n'était pas coupable de complot pour meurtre.
La fille de Mary Surrat, son avocat Frederick Aiken et son prêtre s'adressèrent sans succès au président Andrew Johnson pour obtenir la grâce présidentielle bien qu'une commission des juges militaires ait elle-même recommandé que la sentence soit commuée en détention à vie dans un pénitencier.

## Exécution

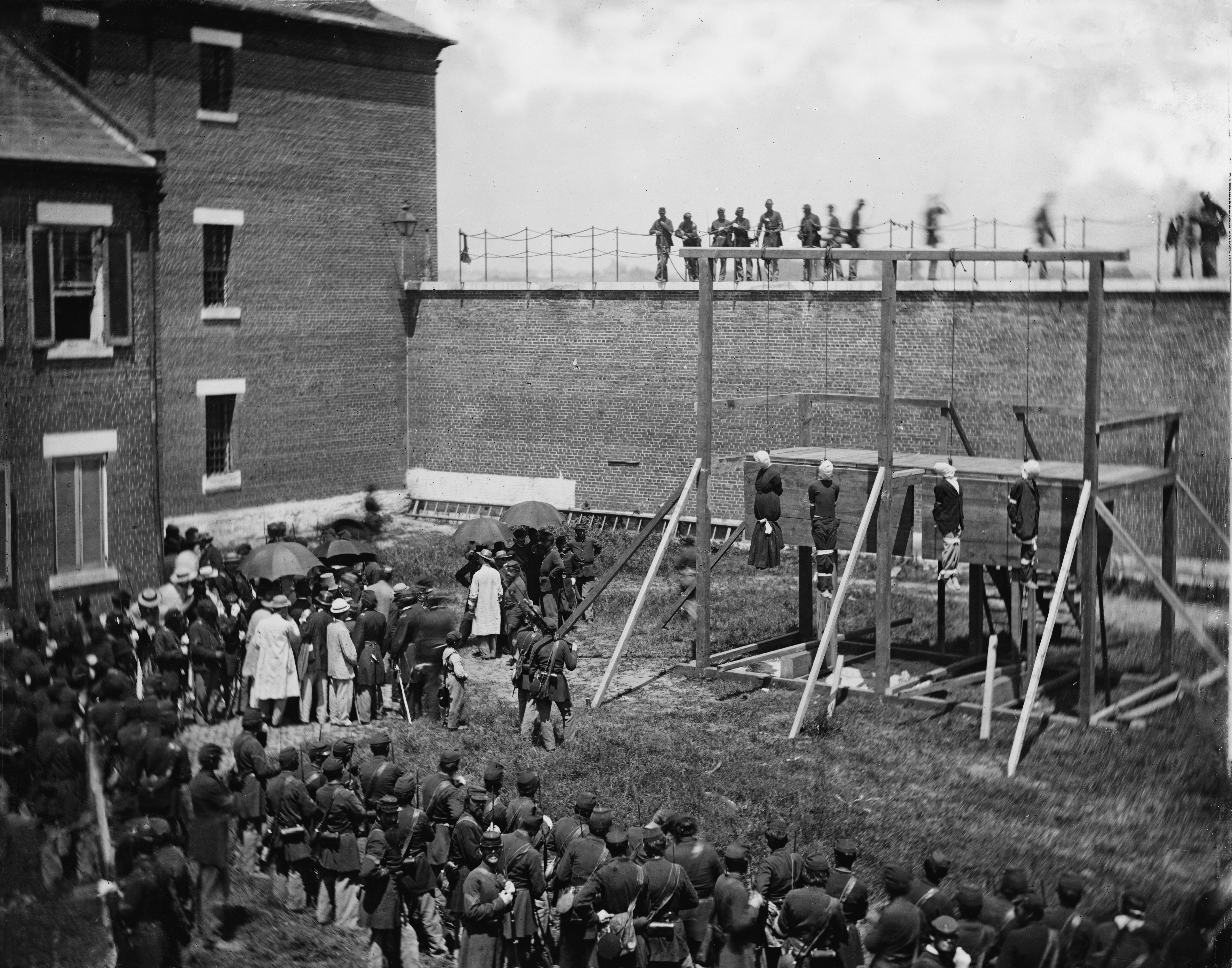
L'exécution des conjurés (de gauche à droite : Mary E. Surratt, Lewis Powell, David Herold, et George Atzerodt), 7 juillet 1865, à Fort Lesley J. McNair, Washington, D.C..

Le 6 juillet 1865, Surratt fut informée qu'elle serait pendue le jour suivant. Elle passa ses derniers instants avec un prêtre catholique, des amis et sa fille Anna. Le lendemain, à 13h15, elle fut pendue, la tête encapuchonnée et les pieds liés, avec ses trois coaccusés Lewis Powell, David Herold et George Atzerodt. Leurs corps restèrent pendus 25 minutes. Elle est aujourd'hui enterrée au cimetière de Mount Olivet à Washington, D.C., entourée de chaque côté par ses enfants Anna et Isaac. Elle repose non loin de John M. Lloyd, son principal accusateur, qui avait été arrêté par la police en même temps que Mary Surrat puis relâché après avoir accepté d'être le témoin à charge contre celle-ci. Son fils John Surratt, qui sera arrêté, jugé et acquitté en 1869, niera toute implication dans l'assassinat, autant pour lui que pour sa mère.

## Filmographie
- 2011 : La Conspiration (The Conspirator) de Robert Redford. Son rôle est interprété par Robin Wright.